# Evacuación médica

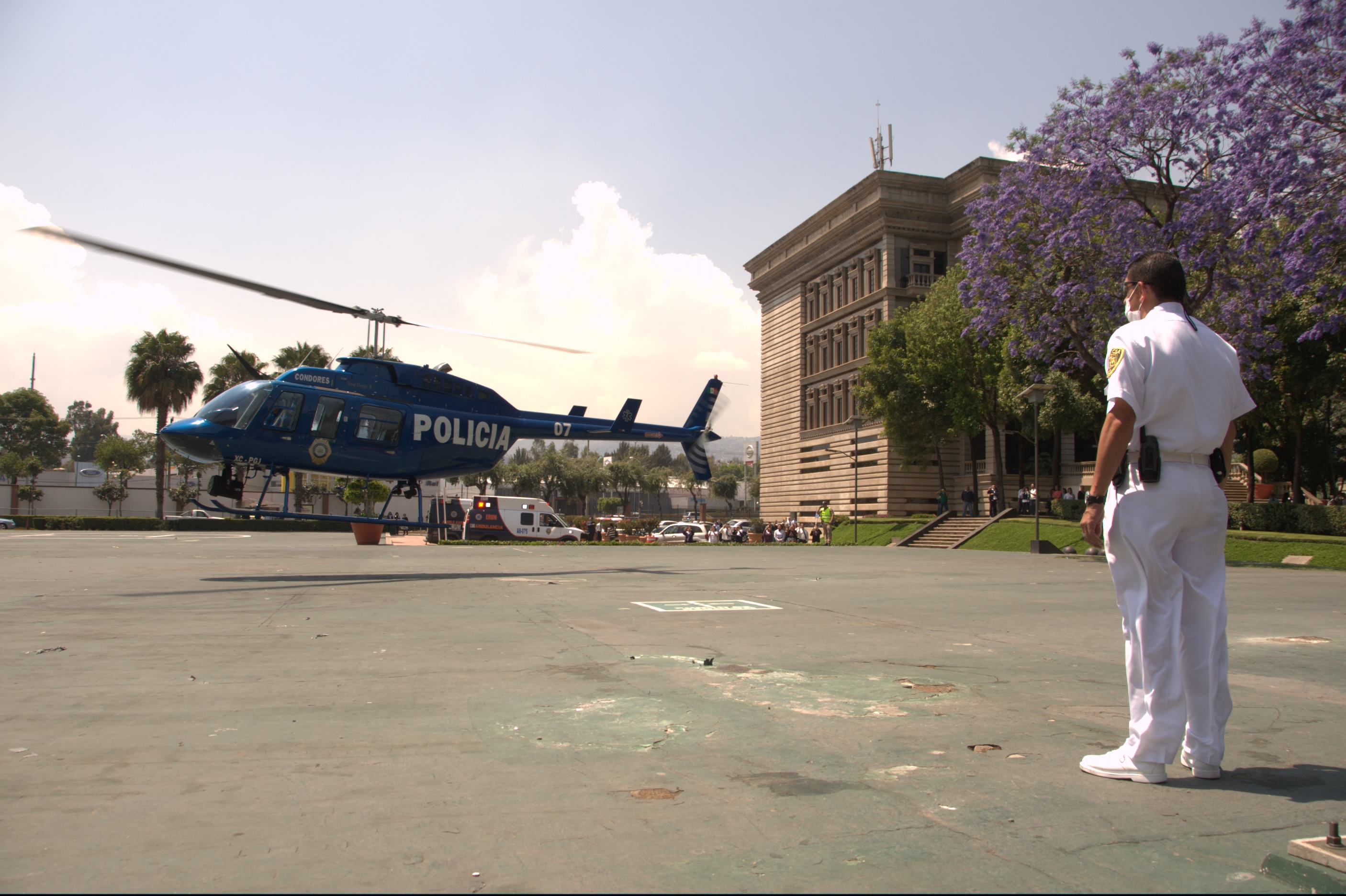
Simulacro de una evacuación médica en el Instituto Tecnológico y de Estudios Superiores de Monterrey, Campus Ciudad de México.

La evacuación médica o MEDEVAC es un sistema de traslado de pacientes desde una ubicación remota hasta un hospital especializado, por lo general en el medio militar. El término MEDEVAC se aplica generalmente a un vehículo aéreo, a un avión, o a un helicóptero usado como ambulancia, a veces llamada una "ambulancia aérea". Esto permite el transporte rápido de las personas seriamente lesionadas, particularmente pacientes traumatizados, desde la escena de un accidente hasta un hospital especializado.
El término MEDEVAC puede ser mal interpretado, pues puede no clarificar si se está refiriendo a un transporte por tierra o por aire, por lo que siempre se debe especificar el método de evacuación durante la comunicación con los hospitales.

## Historia

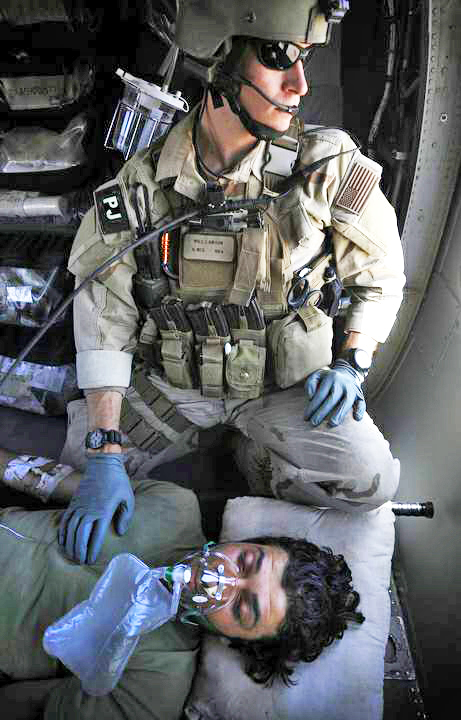
Paramédico militar que traslada un herido en un helicóptero de evacuación médica.

La técnica tiene sus inicios en los años 20, a partir del establecimiento en Australia de un sistema aéreo de socorro civil en el interior remoto y semiárido de Australia, ya fuera para trasladar enfermos o heridos al hospital o para acercar la ayuda médica hasta lugares inhóspitos. Los helicópteros irrumpieron en el medio militar a finales de la Segunda Guerra Mundial, pero su empleo no se hizo habitual por parte del Ejército de los Estados Unidos para el transporte de heridos hasta la guerra de Corea. Se establecieron hospitales quirúrgicos móviles justo detrás de las líneas de combate, que permitían que los soldados heridos recibieran tratamiento médico después de un corto vuelo en helicóptero. Esta táctica militar, generalizada ya en la guerra de Vietnam, fue popularizada en la serie televisiva M*A*S*H de los años 70.

## Aplicación militar
En la terminología militar norteamericana, se distingue a menudo por la evacuación de bajas. En este contexto, se refiere al traslado asistido de un paciente, bien sea desde el punto de la lesión a una instalación médica, o bien entre los diversos niveles de asistencia médica. Un vehículo de evacuación médica está por consiguiente, dotado con material de primeros auxilios a bordo, así como con personal médico entrenado como parte de la tripulación. El vehículo está marcado con la Cruz Roja (o con la Media Luna Roja), y como tal, cubierto por la convención de Ginebra, que protege teóricamente al vehículo de ataques de cualquiera de los bandos en conflicto, y solamente autoriza a la tripulación de vuelo a portar armas personales, no así armas de guerra.
En este sentido, un MEDEVAC se refiere a la evacuación por razones médicas desde la zona de combate, suceso o accidente, o un punto de extracción, hacia la base militar general o hacia un centro médico o incluso a una zona más segura, o entre los distintos niveles de asistencia al soldado y siempre contando con asistencia médica "en ruta" (on-route care), mientras que un CASEVAC (casualty evacuation) se refiere a la evacuación utilizando cualquier medio de transporte, generalmente con una limitada o nula capacidad de brindar este cuidado médico mientras se traslada al paciente, y es utilizado cuando no hay tiempo para esperar a un MEDEVAC, o cuando este se ve imposibilitado de acceder a la zona de rescate. El CASEVAC también es ampliamente utilizado debido a que muchos rescates se efectúan en zonas "rojas" y el fuego enemigo podría causar daños al equipo y/o personal médico.
En terminología militar australiana, un MEDEVAC se refiere a la evacuación por razones médicas de una sección, tropa o pelotón, mientras que un CASEVAC se aplica a la evacuación de una sola persona.
El término 'evacuación aeromédica' o AEROVAC también se utiliza para hablar del transporte de pacientes desde un centro asistencial médico hasta otro con un nivel más alto de cuidados o a una instalación hospitalaria fija o en el caso del combate, a un ambiente más seguro; pero el vehículo siempre debe contar con capacidad para cuidados médicos especiales durante el transporte (como el uso de los ventiladores mecánicos, monitorización, etc).
- Datos: Q655177
- Multimedia: Medical evacuation / Q655177